# Tamara Baroni
Pour les articles homonymes, voir Baroni.
Tamara Baroni, née le 3 janvier 1947 à Parme en Émilie-Romagne et morte le 28 décembre 2022 à Natal au Brésil, est une mannequin et actrice italienne.

## Biographie
Elle naît à Parme en Émilie-Romagne en 1947.
En 1967, elle participe au concours de Miss Italie (remporté cette année là par la romaine Cristina Businari). Elle est exclue du concours car mariée et mère de famille mais autorisée néanmoins à participer à l'élection pour le titre de miss Elégance qu'elle remporte. Elle représente ensuite l'Italie lors de l'élection de Miss Monde en 1967.
En 1968, elle débute comme actrice au cinéma dans la comédie Vacanze sulla Costa Smeralda de Ruggero Deodato. Elle tourne ensuite pour Erwin C. Dietrich dans le drame érotique Les Nièces (Die Nichten der Frau Oberst) et dans sa suite l'année suivante. Après un rôle secondaire pour Michele Lupo, elle retrouve Dietrich sur le tournage de deux films policiers en 1970 et pose en couverture de Playmen.
En 1972, elle joue dans le western Un uomo chiamato Dakota de Mario Sabatini au côté de Gordon Mitchell puis apparaît dans le drame érotique Boccace raconte (Boccaccio) de Bruno Corbucci. Elle retrouve Corbucci pour son dernier rôle au cinéma dans la comédie Il prode Anselmo e il suo scudiero.
Durant sa carrière d'actrice, ses frasques sentimentales et ses histoires personnelles sont régulièrement relayées dans la presse italienne. Sa relation extra-maritale avec l'homme d'affaires Pierluigi Bormioli, patron de l'entreprise verrière italienne Bormioli Rocco, l'amène en prison à la suite d'une tentative de meurtre sur la femme de ce dernier. Elle est ensuite innocentée.  
Elle tourne ensuite la page du cinéma pour jouer au théâtre. Elle se marie avec le compositeur Iller Pattacini, divorce, se marie à nouveau dans les années 1980 et s'installe au Brésil ou elle fonde une famille et se retire du monde du spectacle.

## Filmographie

### Au cinéma
- 1968 : Vacanze sulla Costa Smeralda de Ruggero Deodato
- 1968 : Les Nièces (Die Nichten der Frau Oberst) d'Erwin C. Dietrich
- 1969 : Die Nichten der Frau Oberst - 2. Teil - Mein Bett ist meine Burg d'Erwin C. Dietrich
- 1969 : Una storia d'amore de Michele Lupo
- 1970 : Schwarzer Nerz auf zarter Haut d'Erwin C. Dietrich
- 1970 : Champagner für Zimmer 17 d'Erwin C. Dietrich
- 1972 : Un homme appelé Dakota (Un uomo chiamato Dakota) de Mario Sabatini : sœur du shérif Scott
- 1972 : Boccace raconte (Boccaccio) de Bruno Corbucci
- 1973 : Il prode Anselmo e il suo scudiero de Bruno Corbucci

## Prix et distinctions
- Miss élégance lors du concours Miss Italie 1967.